# Sector econòmic
S'anomena sector o sector econòmic a cadascuna de les parts en què hom divideix l'economia per al seu estudi d'acord amb diversos criteris; existeixen quatre divisions que són el sector primari, el sector secundari, el sector terciari i el sector quaternari.

## Sector primari
El sector primari refereix a les activitats que transformen els recursos naturals en productes primaris i comprèn l'agricultura, la ramaderia, la pesca, la mineria, l'explotació forestal o silvicultura i la caça.

## Sector secundari
El sector secundari refereix als sectors econòmics de la vida que creen productes finals. Comprèn la indústria, la mineria, la producció d'energia i la construcció.

## Sector terciari o sector dels serveis
El sector terciari inclou l'oferiment de serveis, sigui a altres negocis i indústries o als consumidors finals. També inclou les activitats de transport, distribució i venda dels béns d'un productor al consumidor, com és el cas de les vendes minoristes i majoristes. Així com serveis personalitzats com ara l'entreteniment, restaurants, educació, bancs, turisme, els serveis de sanitat, les franquícies, els mitjans de comunicació i les companyies d'assegurances.

## Sector quaternari
El sector quaternari, tradicionalment considerat dins del sector terciari, inclou els serveis altament intel·lectuals tals com la recerca científica, el desenvolupament tecnològic, les tecnologies de la informació i les finances.